# ندكان جمعي
ندكان جمعي (بالفارسية: ندکان جمعی) هي قرية تقع في البلدة المركزية في إيران. يقدر عدد سكانها بـ 123 نسمة بحسب إحصاء 2016.